# Jacqueline Doyen
Jacqueline Renée Doyen, född 14 februari 1930 i Paris, död 3 september 2006 i Mantes-la-Jolie, Île-de-France, var en fransk skådespelerska.

## Roller i urval
- 1959 – Gatans barn
- 1962 – Privatliv
- 1969 – Une veuve en or
- 1974 – Comment réussir quand on est con et pleurnichard
- 1975 – De hemlighetsfulla mannekängerna
- 1975 – En kvinnlig läkares dagbok
- 1977 – Man kallade honom sheriffen
- 1977 – Pepparmint soda
- 1977 – Tendre poulet
- 1983 – Franska väninnor